# Kremser SC
El Kremser SC es un equipo de fútbol de Austria que milita en la Regionalliga Oost, la tercera liga de fútbol más importante del país.
Fue fundado en el año 1919 en la ciudad de Krems y cuenta con 1 título de Copa, 1 final de Supecopa y 1 título de Liga en tiempos del fútbol aficionado en el país. Solamenete ha jugado en la Bundesliga en 7 ocasiones.
A nivel internacional ha participado en 1 torneo continental, en la Recopa de Europa de Fútbol de 1988/89, en la que fue eliminado en la Primera Ronda por el FC Carl Zeiss Jena de Alemania.

## Palmarés
- Copa de Austria: 1

1987/88
- Campeonato Amateur de Austria: 1

1929/30
- Supercopa de Austria: 0
  - Finalista: 1

1988/89
- Regionalliga Oost:1

1975/76
- 2. Liga: 2

1987/88, 1988/89
- Landesliga:2

2013/14, 2020/21

## Participación en competiciones de la UEFA
| Temporada | Torneo           | Ronda | Adversario         | Ida   | Vuelta | Total |
| --------- | ---------------- | ----- | ------------------ | ----- | ------ | ----- |
| 1988-89   | Recopa de Europa | 1     | FC Carl Zeiss Jena | 5 – 0 | 1 – 0  | 5 – 1 |

## Entrenadores
| - Rudolf Szanwald (1973-1977) - Rudolf Sabetzer (1977-1978) - Rudolf Szanwald (1981) - Robert Dienst (1981-1985) - Günter Kaltenbrunner (1986) - Ernst Weber (1987-1988) - Karl Daxbacher (1988-1989) - Johann Kondert (1989-1990) - Jozef Obert (1990) - Ernst Weber (1990-1991) - Hermann Stessl (1992) - Johann Krejcirik (1992-1993) - Slobodan Batričević (1993) - Erwin Höld (1993-1995) - Radan Lukic (1990-2000) - Frenkie Schinkels (2001) - Erwin Höld (2001) - Andreas Reisinger (2002-2003) | - Horst Kirasitsch (2003-2004) - Reinhard Schendlinger (2004-2005) - Slobodan Batričević (2005-2006) - Josef Schuster (2006-2007) - Hannes Weber (2010-2011) - Günter Haizinger (2011) - Slobodan Batričević (2011-2012) - Wilhelm Schmircher (2012-2013) - Frenkie Schinkels (2013) - Christian Karl (2013-2015) - Stefan Kogler (2015-2016) - Helmut Marschik (2016) - Kurt Jusits (2016-2017) - Günter Mayer (2017) - Harald Hummel (2017-2019) - Björn Wagner (2022-) |